# Karauzyak
Karauzyak es una localidad de Uzbekistán, en la república autónoma de Karakalpakia.
Se encuentra a una altitud de 61 m sobre el nivel del mar. 

## Demografía
Según estimación 2010 contaba con una población de 29 182 habitantes.